# John Mauchly
John Mauchly, född 30 augusti 1907, död 8 januari 1980, var en fysikprofessor vid University of Pennsylvania. Han konstruerade tillsammans med doktoranden Presper Eckert den decimala datorn Eniac på uppdrag av den amerikanska armén.